# إيزابيلا دا سيلفيرا
إيزابيلا دا سيلفيرا (3 أبريل 1992 - ) هي لاعبة كرة طائرة برازيلية.